# Vaarbewijs

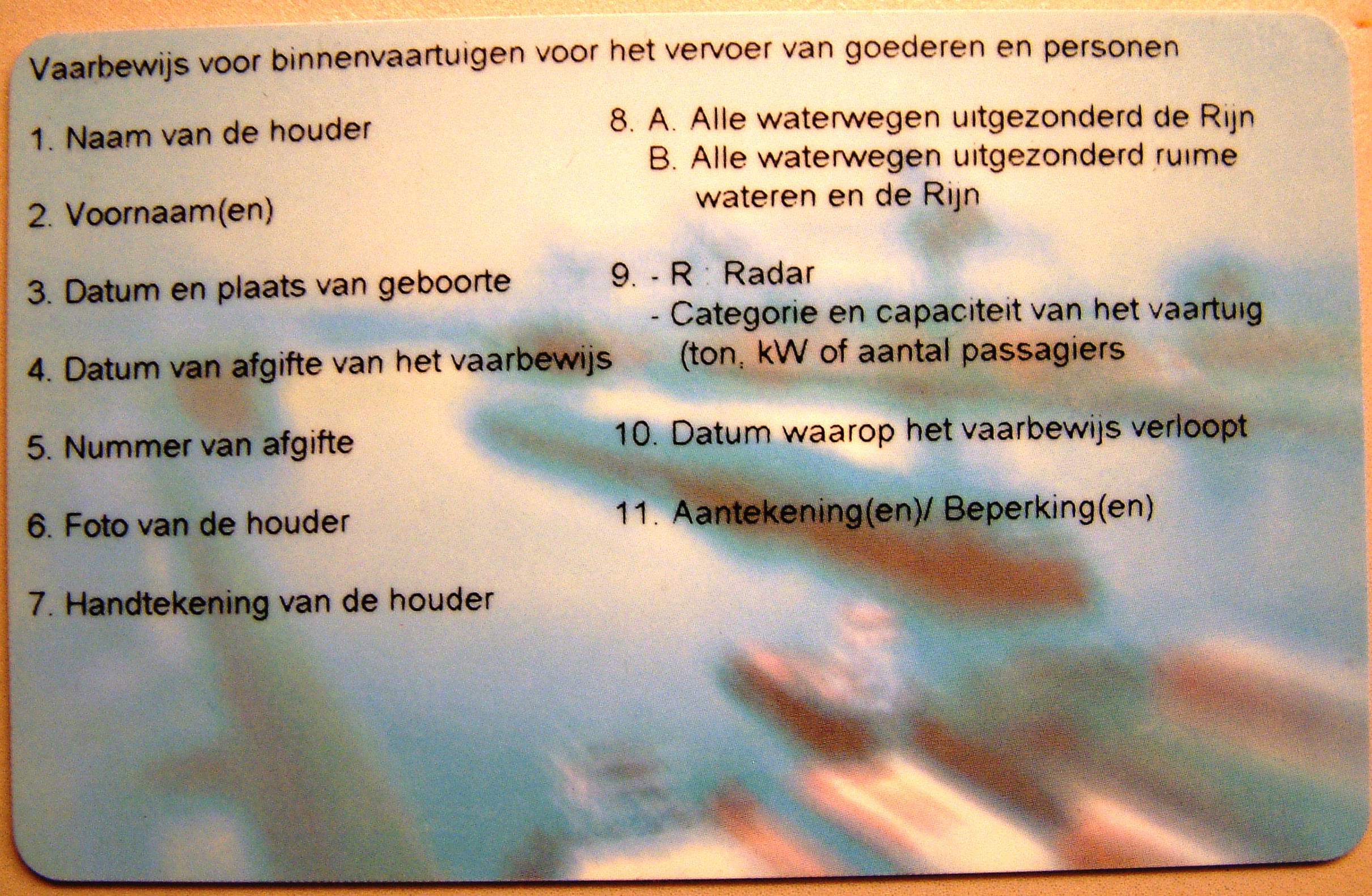
Achterkant groot vaarbewijs

N.B.: Dit artikel is deels verouderd en zal bijgewerkt worden als de bestuurlijke kaders gestabiliseerd zijn. 

Richtlijn (EU) 2017/2397 van het Europees Parlement en de Raad van 12 december 2017 betreffende de erkenning van beroepskwalificaties in de binnenvaart maakt een deel van de informatie achterhaald. De Nederlandse overheid werkt nog aan de Nederlandse invulling van de richtlijn. 
Een vaarbewijs of stuurbrevet (België) is een bewijs van het met goed gevolg afleggen van een examen, waarin de theoretische bekwaamheid voor het varen met een schip werd getest. Alleen voor het beperkt groot vaarbewijs is een praktijkproef verplicht, voor de andere vaarbewijzen zegt het niets over de feitelijke bekwaamheid om een schip te besturen. 
Door het van kracht worden van Richtlijn (EU) 2017/2397 van het Europees Parlement en de Raad van 12 december 2017 betreffende de erkenning van beroepskwalificaties in de binnenvaart, implementatiedatum 17 januari 2022, mag er nog met geldige (beperkt) groot vaarbewijzen A, B of Rijnpatent tot en met 17 januari 2032 gevaren worden. Voor het omwisselen naar een EU kwalificatiecertificaat moet de datum aangehouden worden dat het vaardocument door de leeftijd (50, 55, 60 of 65 jaar) van de schipper verloopt. Of op zijn laatst de einddatum van 17 januari 2032.
(Beperkt) groot vaarbewijzen A of B kunnen alleen worden omgewisseld voor een EU kwalificatiecertificaat schipper in het land dat het vaardocument heeft uitgegeven.

## Geschiedenis (Nederland)

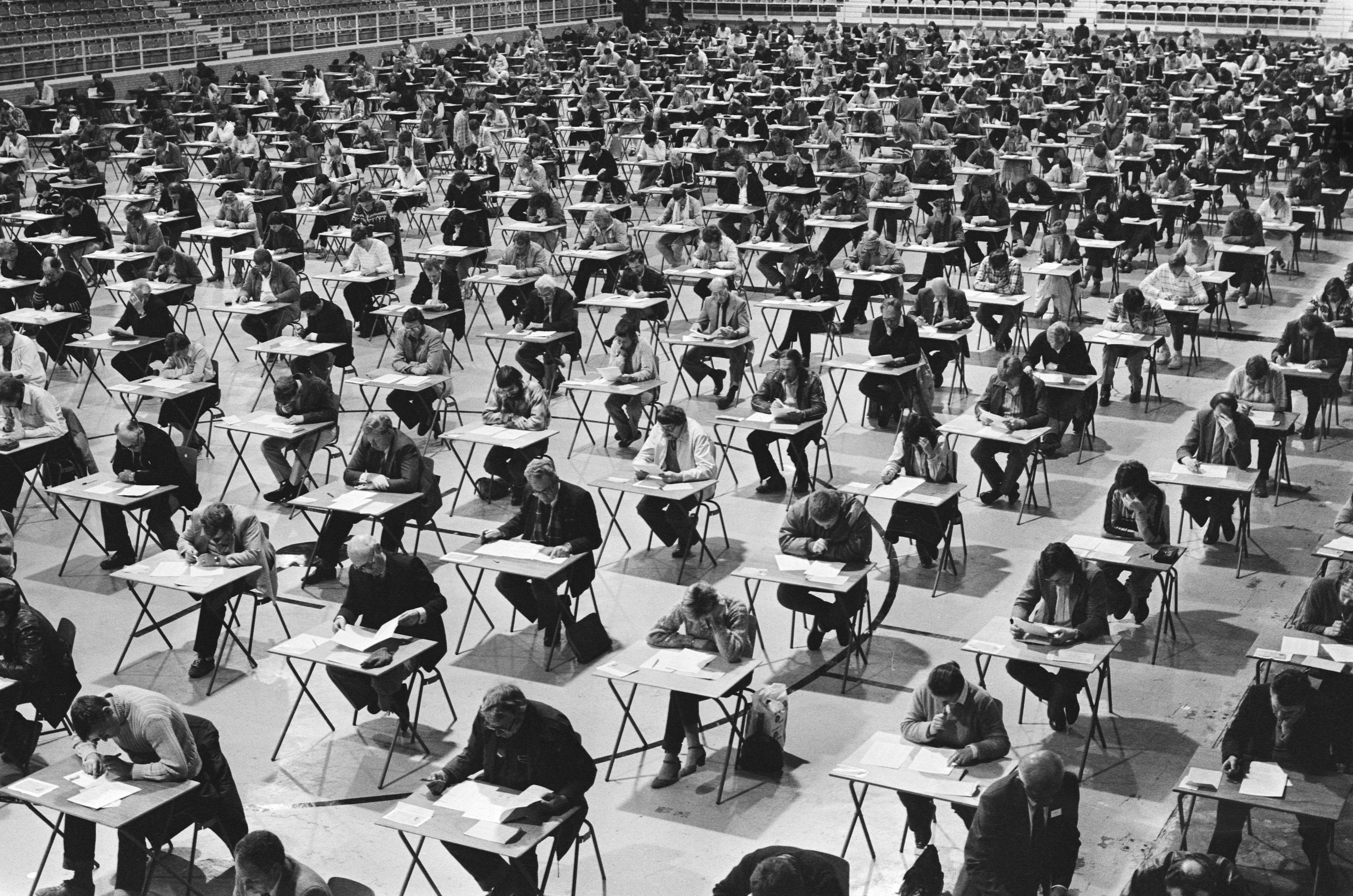
Examen van Teleac-cursus Vaarbewijs in 1982

In kader van de verbetering van de veiligheid op het water werd het vaarbewijs in Nederland verplicht gesteld aan bestuurders van schepen. Het werd ingevoerd bij Wet van 30 september 1981. Daarbij werd in de Binnenschepenwet bepaald:
- Artikel 16

1. Schippers van schepen, behorende tot de volgende categorieën, moeten bij het varen op binnenwateren voorzien zijn van een door of vanwege Onze Minister afgegeven geldig vaarbewijs:
a. schepen, bestemd of gebezigd voor het bedrijfsmatig vervoer van goederen, met een laadvermogen van 15 ton of meer;
b. schepen, niet bestemd of gebezigd voor het bedrijfsmatig vervoer van goederen, met een lengte van 15 meter of meer;
c. sleep- of duwboten;
d. schepen, bestemd of gebezigd voor het bedrijfsmatig vervoer van meer dan 12 personen buiten de bemanning;
e. motorboten, die een lengte van minder dan 15 meter hebben en die een snelheid van meer dan 20 kilometer per uur kunnen bereiken.
2. Het vorige lid, aanhef, onder a, b, c en d, geldt niet voor schepen, die zich op de Rijn, de Lek of de Waal bevinden.
3. Het eerste lid, aanhef, onder e, is van toepassing op schepen die zich op de Rijn, de Lek of de Waal bevinden, voor zover deze toepassing verenigbaar is met bij of krachtens de Herziene Rijnvaartakte gegeven regelen.
Het tijdstip van inwerkingtreding was echter pas per 1 april 1991. Maar daarbij werd uitzonderingen gemaakt:
- Artikel 1

De artikelen 16, eerste lid, aanhef en onder a, b, c en d, en tweede lid, en 46 van de Binnenschepenwet (Stb. 1981, 678) treden in werking met ingang van 1 april 1991.
- Artikel 2

1. Het bepaalde in artikel 1 is met betrekking tot artikel 16, eerste lid, aanhef en onder a, b, c en d, van de Binnenschepenwet niet van toepassing op schippers van:
a. gesleepte, geduwde en langszij vastgemaakt meegevoerde schepen;
b. als baggermaterieel gebruikte bakken en vletten;
c. schepen gebezigd ten behoeve van reiniging van grachten en soort gelijke wateren;
d. open rondvaartboten, bestemd of gebezigd voor het bedrijfsmatig vervoer van meer dan 12 personen buiten de bemanning, met een lengte gemeten op het vlak van de grootste inzinking van minder dan 15 meter, voor zover varend op de binnenwateren van zone 4 als bedoeld in bijlage 1 van het Binnenschepenbesluit (Stb. 1987, 466), alsmede op de Beulakerwiede en de Belterwiede en met de volgende kenmerken:
- het schip is uitsluitend ingericht en bestemd voor rondvaarten met een niet-onderbroken vaarduur van hoogstens twee uren en
- het schip heeft noch een gesloten opbouw, noch een doorlopend dek;
e. schepen, bestemd of gebezigd voor het bedrijfsmatig vervoer van meer dan 12 personen buiten de bemanning en ingericht om hoofdzakelijk door middel van zeilen te worden voortbewogen.
2. Het bepaalde in artikel 1 is met betrekking tot artikel 16, eerste lid, aanhef en onder b, van de Binnenschepenwet slechts van toepassing op schippers van schepen, bestemd of gebezigd voor de bedrijfsmatige vaart.

### Zeilbewijs
Voor schippers van zeilschepen, bestemd of gebezigd voor het bedrijfsmatig vervoer van meer dan 12 personen buiten de bemanning, was de verplichting om in het bezit te zijn van een groot vaarbewijs tijdelijk nog niet van kracht. Voor schippers van schepen met een lengte van 20 meter en meer, bestemd voor het bedrijfsmatig vervoer van minder dan 12 personen buiten de bemanning, gold de verplichting tot het in het bezit zijn van het groot vaarbewijs al. Deze verplichting gold na 1 januari 1996 ook voor alle schippers van zeilschepen die ingevolge artikel 18 van de Binnenschepenwet over een groot vaarbewijs moesten beschikken. Dit zijn de zeilschepen, ingericht om bedrijfsmatig 12 personen of meer buiten de bemanning te vervoeren, ongeacht de lengte van het schip, en de schepen van 20 meter of meer, waarmee bedrijfsmatig personen werden vervoerd, ongeacht het aantal passagiers, tezamen de zeilende passagiersschepen.
Voor een zeilbewijs moesten daartoe strekkende examens met goed gevolg zijn afgelegd. Op vertoon van de hieraan verbonden diploma's of deelcertificaten, van een bewijs van relevante, op de binnenwateren in de dekdienst behaalde, vaartijd en van een geldige verklaring van medische geschiktheid gaf het Koninklijk Onderwijsfonds voor de Scheepvaart (KOF) vervolgens een zeilbewijs af. Daarmee werden de houders in de Regeling vrijstellingen Binnenschepenwet vrijgesteld van de verplichting om aan boord van een zeilend passagiersschip in het bezit te zijn van een groot vaarbewijs.

### Overgangsregeling
Per 1 oktober 1982 werd de mogelijkheid geopend om een wettelijk examen af te leggen. De overgangsregeling van 1 oktober 1979 tot en met 1 oktober 1982 regelde dat reeds varende schippers zonder examen en medische keuring het vaarbewijs kregen.

## Nederland
Een vaarbewijs kan worden aangevraagd door personen vanaf 18 jaar. Het examen ervoor kan al eerder afgelegd worden.
De verantwoordelijke schipper of kapitein van een binnenschip, de gezagvoerder, moet in Nederlandse wateren in het bezit zijn van een vaarbewijs om met dat schip op de binnenwateren te mogen varen. In plaats daarvan mag de gezagvoerder ook een vergelijkbaar Rijnpatent gebruiken. Het patent is namelijk gelijkgesteld aan het vaarbewijs met als vaargebied Alle Binnenwateren.
Voor vaarbewijzen of bewijzen van kennis en bekwaamheid die zijn afgegeven door een bevoegde autoriteit in het buitenland geldt ook een vrijstelling van het vaarbewijs. Bezitters van een Duits, Fins, Frans, Oostenrijks vaarbewijs of een Belgisch stuurbrevet zijn in Nederland vrijgesteld van het bezit van een Nederlands vaarbewijs. De vrijstellingen zijn geregeld in Internationale afspraken en/of in de Binnenschepenwet, artikel 17, onder g. Aan bezitters van een dergelijk erkend diploma en/of vaarbewijs wordt geen Nederlands Vaarbewijs afgegeven.
Op 27 november 2002 is de Herziene Rijnvaartakte, de Akte van Mannheim, gewijzigd, waarmee het mogelijk werd vaarbewijzen te erkennen die ook buiten het Rijnstroomgebied zijn afgegeven. Door deze erkenning krijgen de houders van deze vaarbewijzen of radarbevoegdheidsbewijzen het recht om op de Rijn te varen. De erkenning van het Tsjechische radarbevoegdheidsbewijs en het Tsjechische vaarbewijs kapitein 1e klasse trad op 1 oktober 2009 in werking.
Naast een bewijs van lichamelijke en geestelijke geschiktheid moeten de schippers voor de vaart over de gehele Rijn of voor het riviergedeelte tussen de sluizen van Iffezheim (km 335,92) en het Spijksche Veer (km 857,40) een bewijs van kennis van de betreffende riviergedeelten kunnen overleggen.
Geen verplichting tot bezit van een vaarbewijs geldt ten aanzien van het voeren van:
- schepen die uitsluitend door spierkracht worden voortbewogen;
- drijvende werktuigen die zich bevinden in een grind- of zandgat;
- bunkerstations.

Vanaf 18 januari 2022 geldt de nieuwe richtlijn EU 2017/2397 'Erkenning beroepskwalificaties in de binnenvaart' en wordt het vaarbewijs vervangen door het EU kwalificatiecertificaat schipper.

## De soorten
Er zijn vier soorten Nederlandse vaarbewijzen:
- het groot vaarbewijs;
- het beperkt groot vaarbewijs (Nieuw bij het van kracht worden van de Binnenvaartwet op 1 juli 2009)
- het groot pleziervaartbewijs (Nieuw bij het van kracht worden van de Binnenvaartwet op 1 juli 2009)
- het klein vaarbewijs;

Voor gebieden waar de Nederlandse vaarbewijzen niet rechtstreeks erkend worden, kan het International Certificate of Competence Internal waters aangevraagd worden met het klein vaarbewijs I of II. Het International Certificate of Competence Coastal waters kan aangevraagd worden met het klein vaarbewijs II.
Voor kleine vaarbewijzen die zijn behaald na 1 januari 2010 hoeft geen ICC (Internationaal vaarbewijs) meer aangevraagd te worden. Vanaf die datum is het ICC namelijk gekoppeld aan het klein vaarbewijs. Na omruilen van de oude pas wordt ook het vernieuwde vaarbewijspasje inclusief het ICC verkregen..

## Het groot vaarbewijs
Een groot vaarbewijs is vereist voor het voeren van:
- een schip met een lengte van minimaal 40 meter;
- een schip dat u gebruikt om een ander schip met een lengte van 20 meter of langer te slepen, te duwen of langszij (vast) mee te nemen.
- passagiersschepen (zijnde: binnenschepen bestemd voor of gebruikt voor bedrijfsmatig vervoer van meer dan 12 personen, exclusief bemanning)[6];
- veerponten welke zijn bestemd of worden gebruikt voor het bedrijfsmatig vervoer van meer dan twaalf personen buiten de bemanningsleden, of een snelheid van 30 kilometer per uur of meer ten opzichte van het water kunnen bereiken;
- veerboten in het Eems-Dollard gebied of de Westerschelde
- een sleepboot of duwboot met een lengte van minimaal 40 meter, die u alleen als pleziervaartuig gebruikt.

Er zijn twee typen groot vaarbewijs:
- Groot vaarbewijs A, voor de vaart op alle binnenwateren (AB).
- Groot vaarbewijs B, voor de vaart op rivieren, kanalen en meren (RKM).

## Het beperkt groot vaarbewijs
Het is sinds 1 juli 2009 voldoende dat de gezagvoerder in het bezit is van een beperkt groot vaarbewijs voor:
- schepen die een lengte hebben van ten minste 20 meter en minder dan 40 meter;
- sleepboten, duwboten of sleepduwboten met een lengte van ten minste 25 meter en minder dan 40 meter die uitsluitend worden gebruikt als pleziervaartuig;
- pleziervaartuigen met een lengte van meer dan 25 meter.

Er zijn twee typen beperkt groot vaarbewijs:
- Beperkt groot vaarbewijs A, voor de vaart op alle binnenwateren (AB).
- Beperkt groot vaarbewijs B, voor de vaart op rivieren, kanalen en meren (RKM).

Bij het aanvragen van dit vaarbewijs moeten zij 3 jaar vaartijd aantonen. Als schipper van een pleziervaartuig is het moeilijk om een vaartijd van 3 jaar aan te tonen. Daarom is er voor de pleziervaart het Groot Pleziervaartbewijs.

## Het groot pleziervaartbewijs
Voor dit vaarbewijs is een theorie examen en een praktijk examen op het eigen schip voldoende. Er behoeft geen vaartijd te worden opgebouwd zoals bij het (beperkt) groot vaarbewijs. Examens kunnen worden gedaan bij het CBR.
Het groot pleziervaartbewijs is bedoeld voor schippers van:
- pleziervaartuigen met een lengte van ten minste 25 meter en minder dan 40 meter.

Het groot pleziervaartbewijs is geldig op alle binnenwateren. Tijdens de overgangsregeling (2009-2011) kon men een klein vaarbewijs II omzetten in een groot pleziervaartbewijs, als men kon aantonen dat men al als schipper voer om een GpB plichtig schip. Een vaarbewijs I kon omgezet worden in een GpB dat uitsluitend geldig is voor rivieren, kanalen en meren.
Voor de aanvraag van een groot pleziervaartbewijs is geen nieuw geneeskundig onderzoek nodig aangezien de kandidaat al over een klein vaarbewijs moet beschikken. De geldigheidsduur en het keuringsregiem van het groot pleziervaartbewijs zijn gelijk aan het klein vaarbewijs.

## Het klein vaarbewijs
Een klein vaarbewijs is vereist voor het voeren van
- een schip met een lengte van 15 meter tot 25 meter dat niet bedrijfsmatig gebruikt wordt;
- een schip met een lengte tussen de 15 en 20 meter dat bedrijfsmatig gebruikt wordt of daartoe is bestemd;
- een sleepboot of duwboot die gebruikt wordt om een schip met een lengte van maximaal 20 meter te slepen, langszij mee te voeren of te duwen. Voor deze categorie is het Klein Vaarbewijs verplicht vanaf 1 april 2013.
- een motorboot met een lengte van minder dan 15 meter die een snelheid van meer dan 20 kilometer per uur kan bereiken (speedboten, maar bijvoorbeeld ook jetski's, rubberboten of waterscooters);
- een sleepboot of duwboot (die niet wordt gebruikt om een schip met een lengte van 20 meter of meer te slepen, langszij mee te voeren of te duwen).

Er zijn weer twee typen klein vaarbewijs:
- Klein vaarbewijs I (KVB1): vaarbewijzen voor rivieren, kanalen en meren, dat wil zeggen: de binnenwateren met uitzondering van de Westerschelde, de Oosterschelde, de Waddenzee, de Eems, de Dollard, het IJsselmeer, het IJmeer en het Markermeer met uitzondering van de Gouwzee en de randmeren (Gooimeer tot en met Ketelmeer/Zwarte Meer).
- Klein vaarbewijs II (KVB2): vaarbewijzen voor alle binnenwateren.

In het buitenland kunnen echter andere eisen voor het vaarbewijs gelden.
Zoals al uit de term Binnenvaartwet blijkt, zijn deze vaarbewijzen niet noodzakelijk op volle zee; op kleinere schepen is daar geen enkel examen vereist (wel om de haven in- en uit te varen).

## Het examen
De kennis en de bekwaamheid om het schip te voeren moet worden aangetoond op een examen, dat verschilt naargelang het soort en het type vaarbewijs.

### VAMEX
Tot 1 januari 2020 nam de Stichting Vaarbewijs- en marifoonexamens (VAMEX) de theorie-examens af voor het Klein vaarbewijs. Het VAMEX was een samenwerkingsverband van de KNMC, NWWB, Reddingsbrigade Nederland en het Watersportverbond. Elk van deze bonden leverde een bestuurder voor het VAMEX. Vanaf 1 januari 2020 is het Centraal Bureau Rijvaardigheidsbewijzen de door de minister aangewezen exameninstelling voor het Klein vaarbewijs.

### CBR
Het Vaarbewijs 1 examen is een multiple choice examen waar minstens 70% van de vragen goed beantwoord moet worden om te slagen. Het vaarbewijs 2 examen is grotendeels multiple choice, maar bestaat ook uit een aantal open vragen waarin je navigatieberekeningen moet doen. Ook voor dit examen geldt dat minstens 70% van de vragen goed beantwoord moet zijn om te slagen.
Het CBR neemt jaarlijks meer dan zo'n 30.000 examens af. Maar in 2020 tot en met 2022 vierden veel mensen vakantie in eigen land of schaften een eigen boot aan door corona. Daarmee stegen de aantallen in 2021 en 2022 tot meer dan 40.000. In 2024 werd het theorie-examen Klein Vaarbewijs I 26.723 keer en het Klein Vaarbewijs II  6.282 keer afgenomen. Het slagingspercentage is gemiddeld iets boven de 60%.
Het CBR is ook de bevoegde autoriteit voor het administratief examen voor:
- Matroos
- Schipper
- Deskundigen LNG
- Specifieke vergunning voor het varen met behulp van radar
- Specifieke vergunning voor het varen op binnenwateren van maritieme aard
- Specifieke vergunning voor binnenwatertrajecten met specifieke risico's
- Sportpatent

## De vaartijd
Bovendien moet voor het verkrijgen van een beperkt groot vaarbewijs of een groot vaarbewijs een vaartijd zijn doorlopen van drie jaar respectievelijk vier jaar. Onder vaartijd wordt verstaan de tijd die na het bereiken van de leeftijd van 16 jaar is doorgebracht als lid van de dekbemanning van een schip.

## De keuringen
Voor het verkrijgen van een vaarbewijs moet worden vastgesteld dat de aanvrager over een goede gezondheid beschikt. In het algemeen en in het bijzonder wordt daarbij gelet op:
- de gezichtsscherpte en het kleuronderscheidingsvermogen
- de gehoorscherpte
- de toestand van het hart, de longen en de bloeddruk
- het functioneren van armen en benen
- de neurologische en psychische gesteldheid en
- overige afwijkingen die het veilig varen nadelig kunnen beïnvloeden.

Vanaf een bepaalde leeftijd moet de houder van het vaarbewijs regelmatig worden gekeurd op de lichamelijke en geestelijke toestand. Het interval tussen de keuringen verschilt per soort vaarbewijs.
Vanaf 1 juli 2014 is de keuring voor het klein vaarbewijs voor de pleziervaart afgeschaft.

## De vermelding Radar op het vaarbewijs
Bij degene die in het bezit is van een Radarpatent Rijn- en binnenvaart, kan de bevoegdheid te varen met radar vermeld worden op het vaarbewijs. Alleen Radar Rijn- en binnenvaart kan op het vaarbewijs worden vermeld (dus niet radarwaarnemer).

## Leeftijdseisen voor het varen met schepen, waaronder jachten en andere boten, op de binnenwateren
- Jonger dan 12 jaar: altijd verboden om een gemotoriseerd schip te besturen. Zeilen, kanoën, roeien en waterfietsen met een vaartuig van maximaal 7 meter lengte is wel toegestaan.
- Vanaf 12 jaar kan een klein schip, met een lengte tot 7 meter en een snelheid op de motor tot 13 km/u bestuurd worden.
- Vanaf 16 jaar mag men een schip van 7 meter tot 15 meter lang, dat op de motor niet sneller kan varen dan 20 km/u besturen.
- Vanaf 18 jaar mag ook een snelle motorboot bestuurd worden als men in het bezit is van een vaarbewijs.